# Knut Værnes
Knut Værnes (Trondheim, 1 april 1954) is een Noorse jazzgitarist, componist en bandleader, die verschillende jazzrock-albums op zijn naam heeft staan. Hij is medeoprichter en mede-eigenaar van het platenlabel Curling Legs.

## Biografie
Værnes studeerde aan de universiteit van Oslo en volgde 'masterclasses' aan Manhattan School of Music. Hij speelde in pop- en rockgroepen en was actief in de fusiongroep 'Vanessa' (album City Lips, 1975). Tijdens studies in Oslo en Bergen kwam hij terecht in de Noorse jazzscene. In 1979 bracht hij met zijn gitaarleraar Jon Eberson de plaat Anatomy of the guitar uit. Hij werkte bij Nils Petter Molvær's funkband 'Punktum' en bij Håkon Graf's 'Graffiti'. In de jaren tachtig studeerde hij bij John Scofield aan Manhattan School of Music.
Værnes leidde zijn eigen trio en kwartet met Morten Halle (saxofoon), Edvard Askeland (bas) en Frank Jakobsen (drums). Het kwartet ging door als de groep Cutting Edge, dat vier albums uitbracht. Met Terje Gewelt (bas) maakte hij Admission for guitars and basses (1992). In 1995 nam hij onder de naam KVT met Kim Ofstad (drums) en Frode Berg (bas) de plaat 'Jacques Tati' uit (1995) en met Berg en Danny Gottlieb (de drummer van Pat Metheny Group) maakte hij 8:97 (1997) en Super Duper (1999).
Knut Værnes Band (Morten Halle, Nils Petter Molvær, Rune Arnesen og Gewelt) bracht in 1993 Roneo uit. Een gitaarkwartet met Knut Reiersrud, Bjørn Klakegg en Frode Alnæs kwam in 2000 met '4G'.
Værnes heeft meegespeeld op talloze opnames in uiteenlopende genres, waaronder Geirr Lystrup's Songen om kjærleika (1980). In 2001 kreeg hij de Gammleng-prisen in de categorie jazz.
Værnes is de mede-eigenaar van het label Curling Legs en van Musikkoperatørene, was enige tijd het hoofd van de Association of Norwegian Jazz Musicians en was voorzitter van het committee van de Spellemannprisen . Hij geeft les aan het Nordisk Institutt for Scene og Studio.

## Prijzen
- Gammleng-prisen 2001 in de categorie jazz

## Discografie

### Solo-albums
Knut Værnes Band
- 1993: Roneo (Curling Legs)
- 2013: Tributes (Curling Legs)

Knut Værnes Trio
met Kim Ofstad (drums) en Frode Berg (bas)
- 1995: Jacques Tati (Curling Legs)

met Danny Gottlieb (drums) en Frode Berg (bas)
- 1997: 8:97 (Curling Legs)
- 1999: Super Duper (Curling Legs)

### Samenwerkingen
met Vanessa
- 1975: City lips

met Jon Eberson
- 1979: Anatomy of the guitar

met Cutting Edge
- 1982: Cutting Edge
- 1983: Our man in paradise
- 1986: Duesenberg

duo met Terje Gewelt
- 1992: Admission For Guitars And Basses (Curling Legs)

Andere projecten
- 2000: 4G, met Frode Alnæs, Knut Reiersrud en Bjørn Klakegg
- 1980: Songen om kjærleika, met Geirr Lystrup
- 1986: Etterlatte sanger, met Sidsel Endresen en Jonas Fjeld
- 1986: Stilig (Single), met Jan Eggum
- 1985: E.G.G.U.M., met Jan Eggum
- 1997: Gym, met Di Derre
- 2004: A night in Cassis (Curling Legs), met het Vertavo String Quartet